# Canoagem nos Jogos Europeus de 2015 - K-2 200 m feminino
A categoria K-2 200 metros feminino foi um dos eventos da canoagem nos Jogos Europeus de 2015. Foi disputada nos dias 15 e 16 de junho, no Kur Sport and Rowing Centre, em Mingachevir, no Azerbaijão.

## Calendário
Horário de verão do Azerbaijão (UTC+5).
| Data        | Horário | Fase          |
| ----------- | ------- | ------------- |
| 15 de junho | 14:55   | Eliminatórias |
| 15 de junho | 16:40   | Semifinal     |
| 16 de junho | 15:40   | Final         |

## Medalhistas
| Ouro   | BLR Marharyta Makhneva e Maryna Litvinchuk |
| Prata  | SRB Nikolina Moldovan e Olivera Moldovan   |
| Bronze | UKR Mariya Povkh e Anastasiia Todorova     |

## Resultados

### Eliminatórias
Os três barcos mais rápidos em cada bateria avançaram diretamente para a final. Os próximos quatro barcos mais rápidos em cada bateria, mais o barco mais rápido restante avançaram para a semifinal.
Bateria 1
| Pos. | Canoísta                             | Nacionalidade    | Tempo  | Notas |
| ---- | ------------------------------------ | ---------------- | ------ | ----- |
| 1    | Marharyta Makhneva Maryna Litvinchuk | BLR Bielorrússia | 37.154 | F     |
| 2    | Mariya Povkh Anastasiia Todorova     | UKR Ucrânia      | 37.439 | F     |
| 3    | Anna Kárász Ninetta Vad              | HUN Hungria      | 37.592 | F     |
| 4    | Joana Vasconcelos Beatriz Gomes      | POR Portugal     | 37.797 | SF    |
| 5    | Ivana Kmeťová Martina Kohlová        | SVK Eslováquia   | 38.085 | SF    |
| 6    | Begoña Lazcano Isabel Contreras      | ESP Espanha      | 40.096 | SF    |
| 7    | Elizabeth Bates Inês Esteves         | TUR Turquia      | 40.184 | SF    |

Bateria 2
| Pos. | Canoísta                           | Nacionalidade    | Tempo  | Notas |
| ---- | ---------------------------------- | ---------------- | ------ | ----- |
| 1    | Nikolina Moldovan Olivera Moldovan | SRB Sérvia       | 37.274 | F     |
| 2    | Karolina Naja Beata Mikołajczyk    | POL Polônia      | 37.696 | F     |
| 3    | Sabine Volz Conny Waßmuth          | GER Alemanha     | 38.055 | F     |
| 4    | Norma Murabito Sofia Campana       | ITA Itália       | 39.174 | SF    |
| 5    | Vera Sobetova Kira Stepanova       | RUS Rússia       | 39.346 | SF    |
| –    | Emily Lewis Hayleigh Mason         | GBR Grã-Bretanha | DNF    |       |

### Semifinal
Os três barcos mais rápidos avançaram para a final.
| Pos. | Canoísta                        | Nacionalidade  | Tempo  | Notas |
| ---- | ------------------------------- | -------------- | ------ | ----- |
| 1    | Ivana Kmeťová Martina Kohlová   | SVK Eslováquia | 36.847 | F     |
| 2    | Joana Vasconcelos Beatriz Gomes | POR Portugal   | 37.264 | F     |
| 3    | Norma Murabito Sofia Campana    | ITA Itália     | 37.906 | F     |
| 4    | Vera Sobetova Kira Stepanova    | RUS Rússia     | 38.300 |       |
| 5    | Elizabeth Bates Inês Esteves    | TUR Turquia    | 38.347 |       |
| 6    | Begoña Lazcano Isabel Contreras | ESP Espanha    | 38.704 |       |

### Final
Os competidores disputaram as posições de 1 a 9, com medalhas para os três primeiros.
| Pos.              | Canoísta                             | Nacionalidade    | Tempo  |
| ----------------- | ------------------------------------ | ---------------- | ------ |
| Medalha de ouro   | Marharyta Makhneva Maryna Litvinchuk | BLR Bielorrússia | 37.399 |
| Medalha de prata  | Nikolina Moldovan Olivera Moldovan   | SRB Sérvia       | 37.699 |
| Medalha de bronze | Mariya Povkh Anastasiia Todorova     | UKR Ucrânia      | 37.719 |
| 4                 | Anna Kárász Ninetta Vad              | HUN Hungria      | 38.165 |
| 5                 | Karolina Naja Beata Mikołajczyk      | POL Polônia      | 38.410 |
| 6                 | Joana Vasconcelos Beatriz Gomes      | POR Portugal     | 38.609 |
| 7                 | Sabine Volz Conny Waßmuth            | GER Alemanha     | 38.638 |
| 8                 | Norma Murabito Sofia Campana         | ITA Itália       | 39.678 |
| 9                 | Ivana Kmeťová Martina Kohlová        | SVK Eslováquia   | 41.853 |